# Pic de Casamanya
Pic de Casamanya är en bergstopp i Andorra. Den ligger i den centrala delen av landet. Toppen på Pic de Casamanya är 2 746 meter över havet.
Den högsta punkten i närheten är Pic de l'Estanyó, 2 885 meter över havet, 3,5 kilometer nordost om Pic de Casamanya.
I trakten runt Pic de Casamanya förekommer i huvudsak kala bergstoppar och gräs.